# Hübschhorn
Hübschhorn – szczyt w Alpach Lepontyńskich, części Alp Zachodnich. Leży w Szwajcarii w kantonie Valais, blisko granicy z Włochami. Należy do podgrupy Alpy Monte Leone – Świętego Gotarda. Góra ma dwa wierzchołki: zachodni, niższy - 3187 m i wyższy, wschodni - 3192 m. Szczyt można zdobyć z Simplon Hospiz (1997 m).

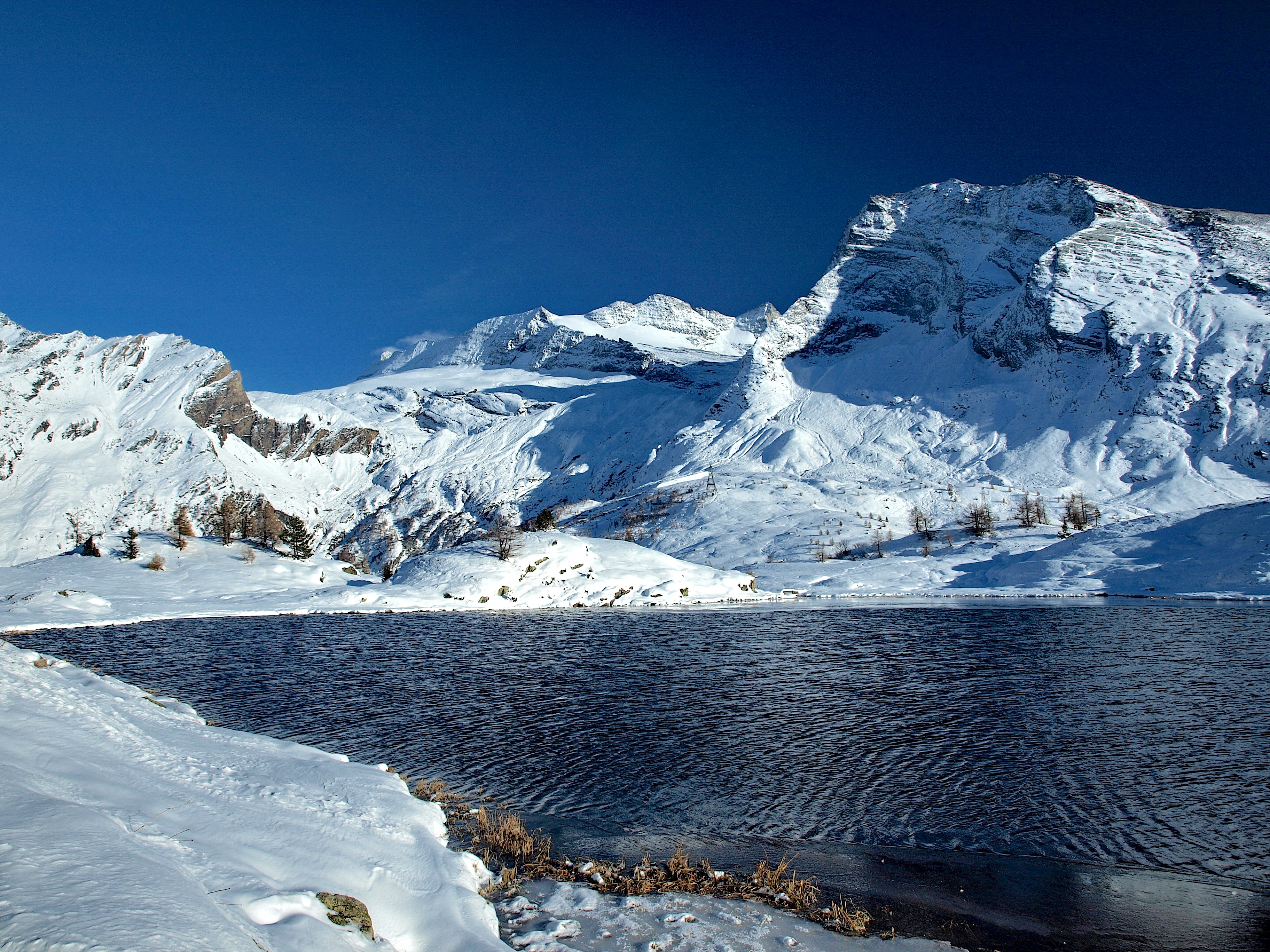
Hübschhorn / Hopschusee